# Campeonato Europeo de Patinaje Artístico sobre Hielo de 2000
El XCI Campeonato Europeo de Patinaje Artístico sobre Hielo se realizó en Viena (Austria) del 6 al 13 de febrero de 2000. Fue organizado por la Unión Internacional de Patinaje sobre Hielo (ISU) y la Federación Austriaca de Patinaje sobre Hielo.
Participaron en total 158 patinadores de 33 países europeos.

## Resultados

### Masculino
| Puesto | Nombre                | País    | Puntos |
| ------ | --------------------- | ------- | ------ |
| Oro    | Yevgueni Pliúshchenko | Rusia   | 2,6    |
| Plata  | Alekséi Yagudin       | Rusia   | 3,0    |
| Bronce | Dimitri Dimitrenko    | Ucrania | 5,6    |

### Femenino
| Puesto | Nombre             | País  | Puntos |
| ------ | ------------------ | ----- | ------ |
| Oro    | Irina Slútskaya    | Rusia | 2,0    |
| Plata  | Mariya Butýrskaya  | Rusia | 4,8    |
| Bronce | Viktoria Volchkova | Rusia | 6,0    |

### Parejas
| Puesto | Nombre                                | País    | Puntos |
| ------ | ------------------------------------- | ------- | ------ |
| Oro    | Yelena Berezhnaya / Antón Sijarulidze | Rusia   | 2,0    |
| Plata  | Mariya Petrova / Alekséi Tíjonov      | Rusia   | 2,5    |
| Bronce | Dorota Zagórska / Mariusz Siudek      | Polonia | 4,5    |

### Danza en hielo
| Puesto | Nombre                                  | País     | Puntos |
| ------ | --------------------------------------- | -------- | ------ |
| Oro    | Marina Anissina / Gwendal Peizerat      | Francia  | 2,0    |
| Plata  | Barbara Fusar-Poli / Maurizio Margaglio | Italia   | 4,0    |
| Bronce | Margarita Drobiazko / Povilas Vanagas   | Lituania | 6,8    |

## Medallero
| Núm. | País     | Oro | Plata | Bronce | Total |
| ---- | -------- | --- | ----- | ------ | ----- |
| 1    | Rusia    | 3   | 3     | 1      | 7     |
| 2    | Francia  | 1   | 0     | 0      | 1     |
| 3    | Italia   | 0   | 1     | 0      | 1     |
| 4    | Lituania | 0   | 0     | 1      | 1     |
| 4    | Polonia  | 0   | 0     | 1      | 1     |
| 4    | Ucrania  | 0   | 0     | 1      | 1     |
|      | TOTAL    | 4   | 4     | 4      | 12    |